# Danza expresionista

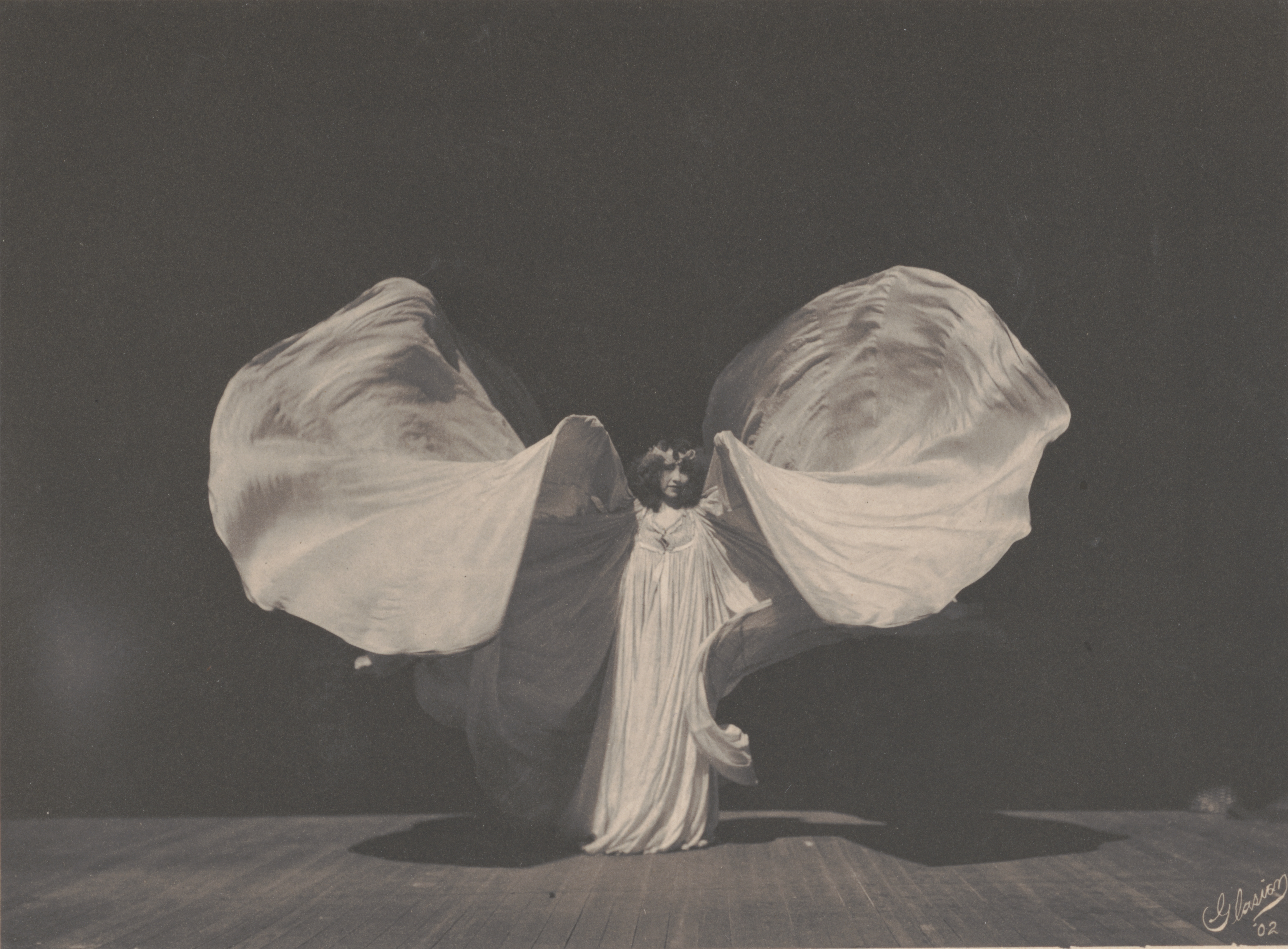
Loie Fuller 1902.

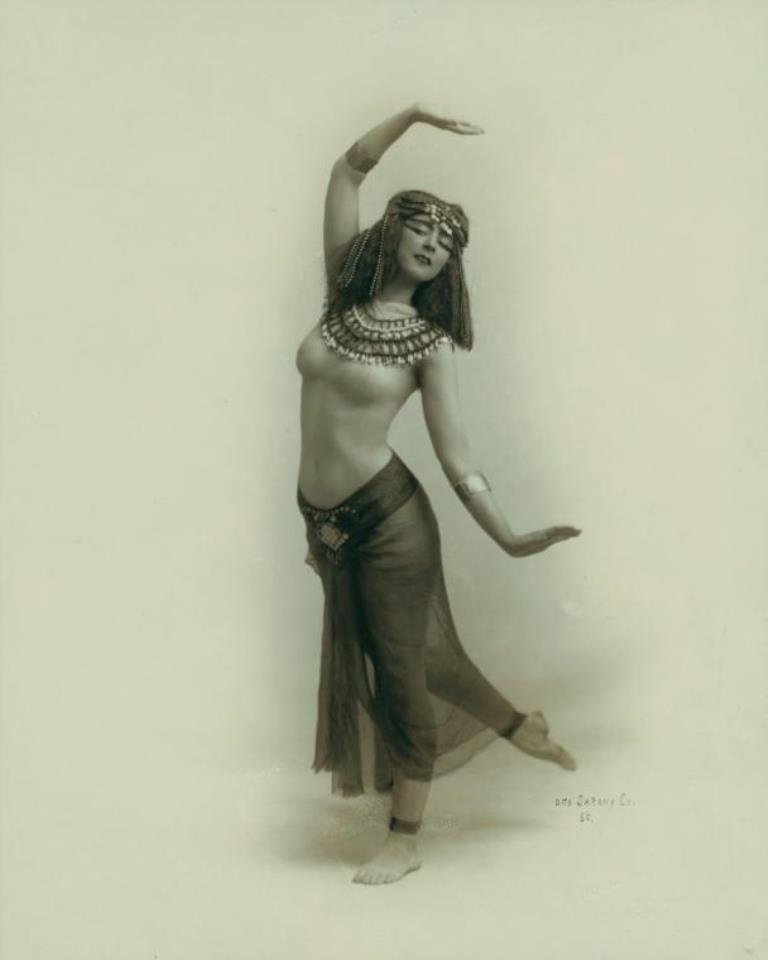
Ruth Saint Denis, 1910.

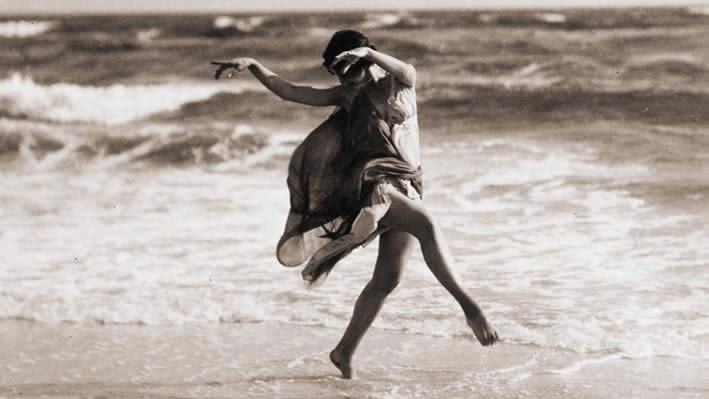
Isadora Duncan en el paseo marítimo en 1915.

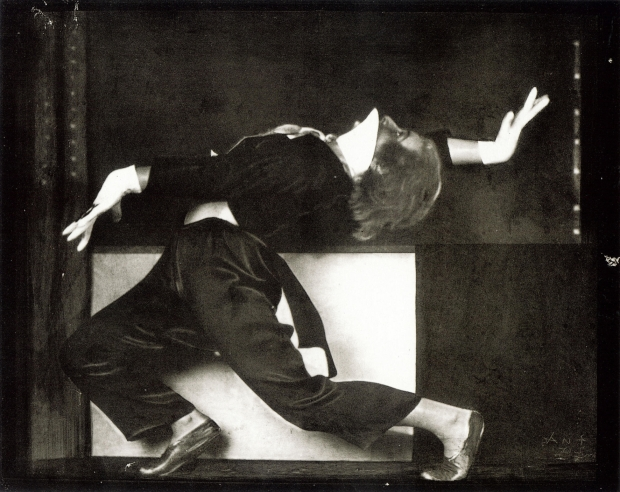
Hilde Holger 1926.

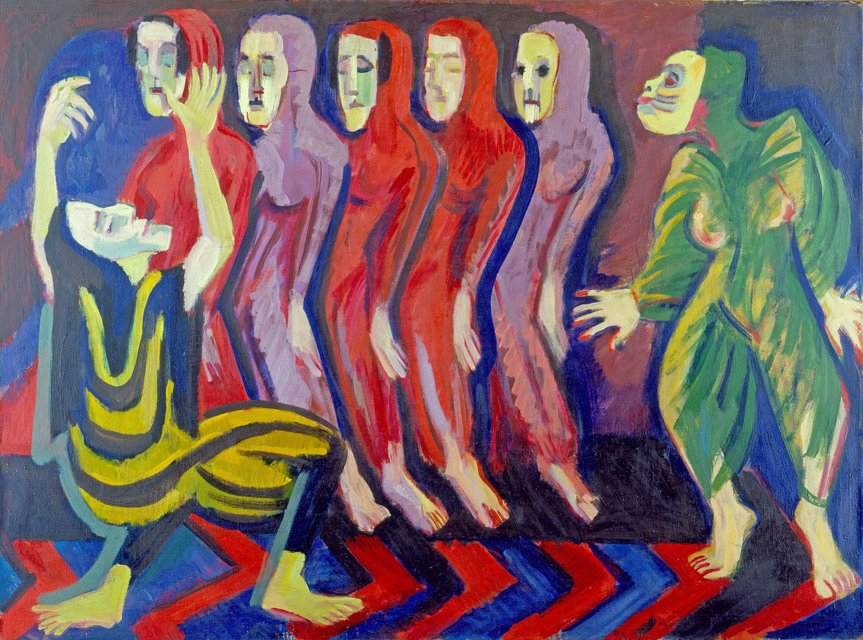
Totentanz der Mary Wigman, Ernst Ludwig Kirchner, 1926.

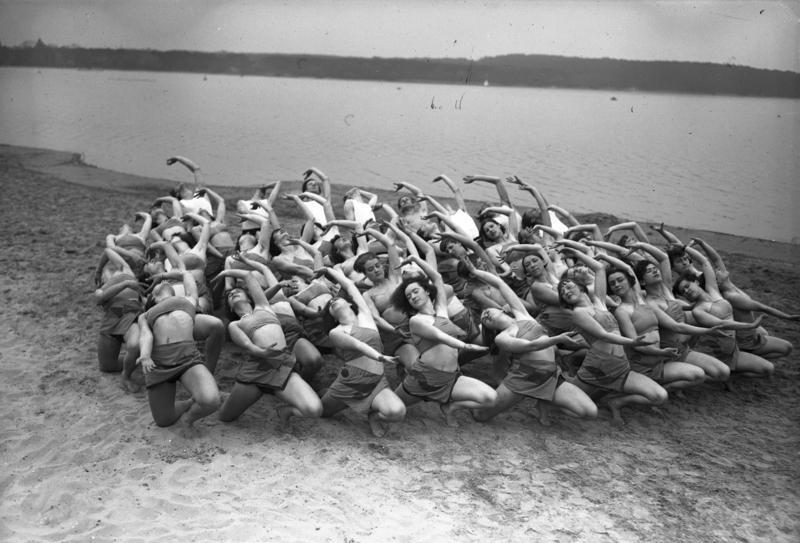
Dansa per estudiants de Rudolf von Laban, 1930.

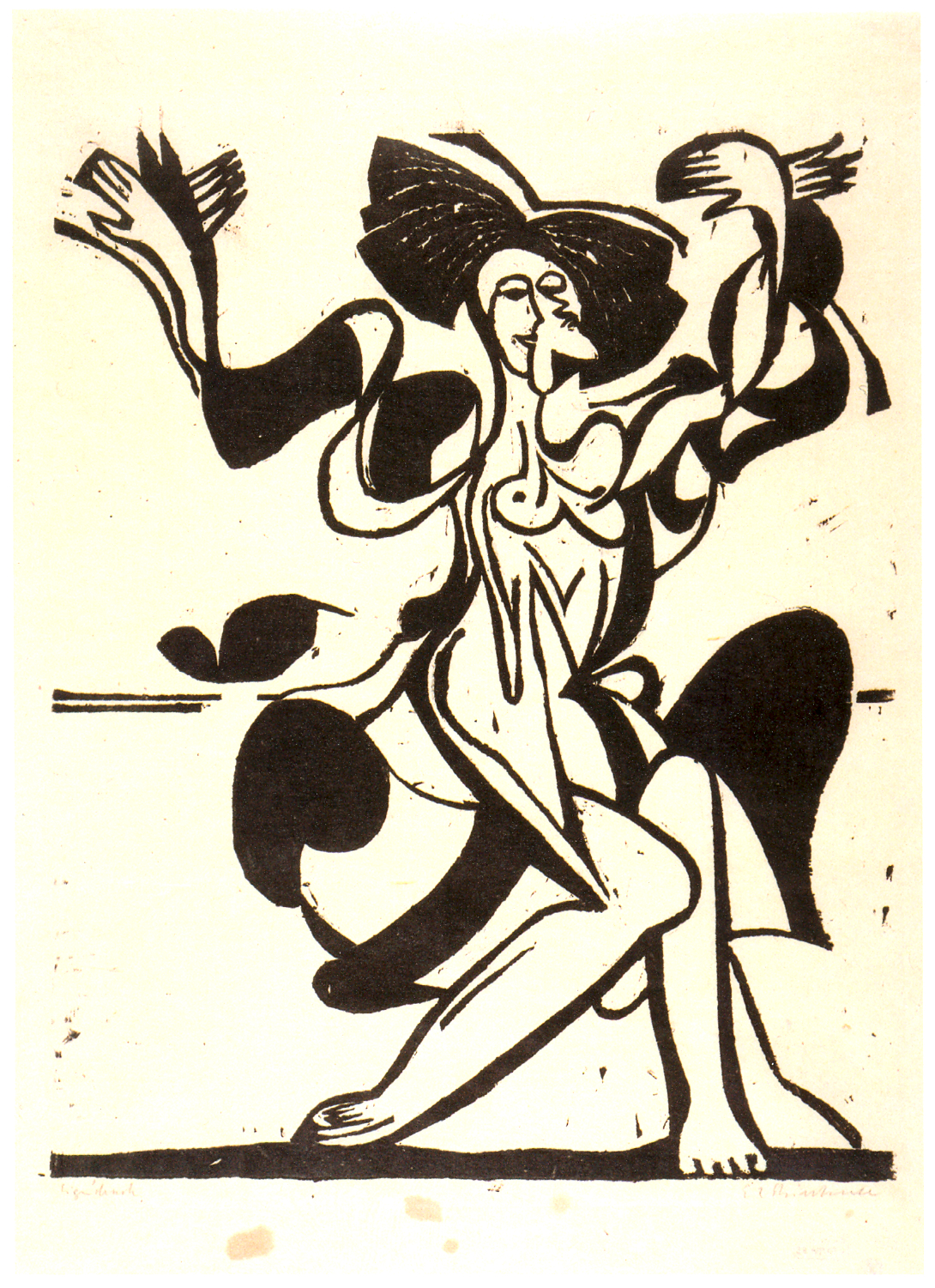
Die Tanzende Mary Wigman, Ernst Ludwig Kirchner, 1933.

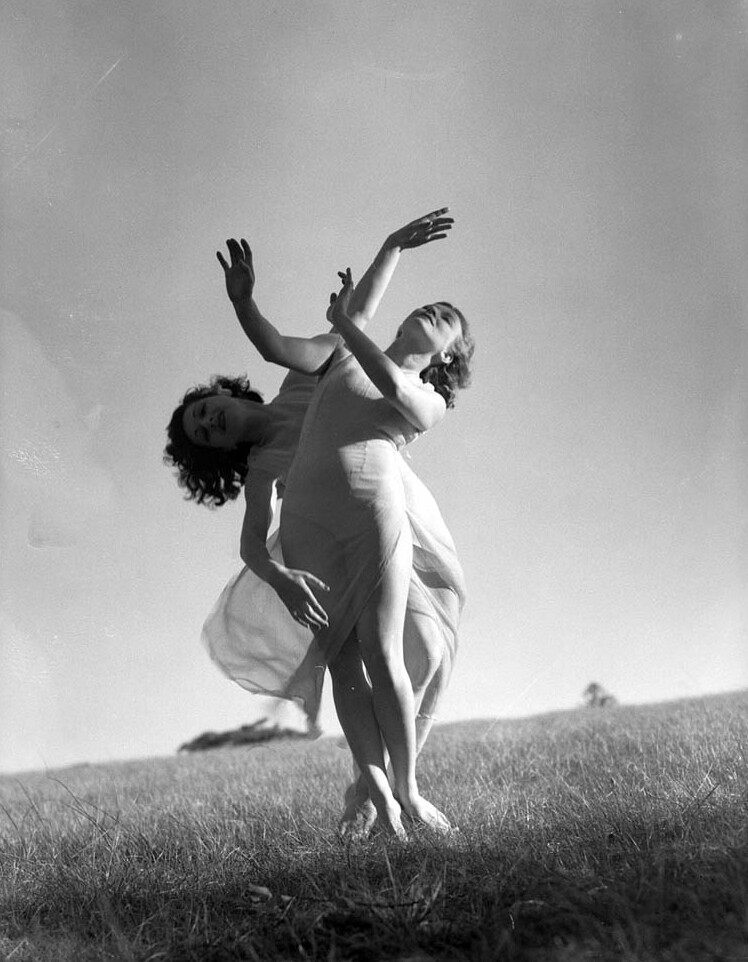
Emmy Towsey (Taussig) y Evelyn Ippen, Bodenwieser Ballet al Centennial Park en Sydney, Australia ca. 1939.

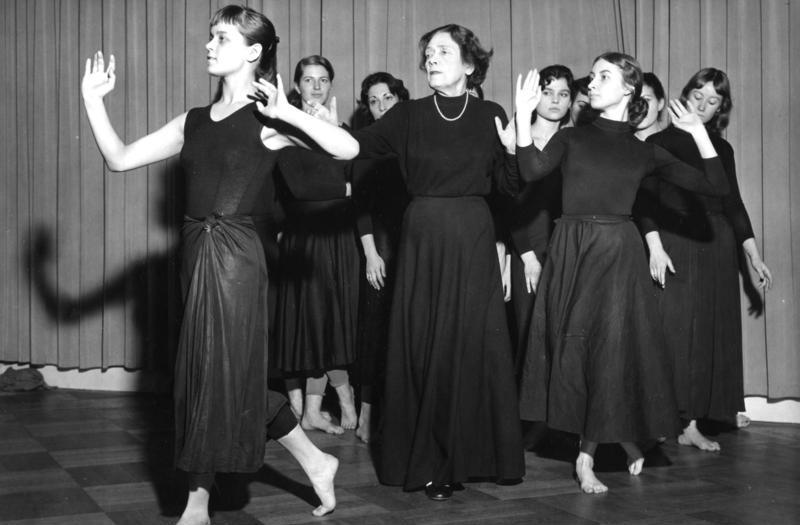
Mary Wigman con estudiantes, 1959.

Danza expresionista (en alemán: Ausdruckstanz o Neuer Tanz,en sueco: Fridans) es un término empleado para definir un movimiento que surgió en 1900 como una protesta contra el estancamiento artístico del ballet clásico y para la madurez en el futuro del arte en general. El ballet tradicional se percibía como el austero, mecánico y firmemente sostenido en formas fijas y convencionales.
Este nuevo baile fue más libre, natural y menos regido por reglas. Estuvo fuertemente influido por las artes visuales del expresionismo. La danza expresionista floreció hasta la Segunda Guerra Mundial, cuando desapareció casi por completo en Europa Central.
Típico de la danza expresionista era la celebración de muchas noches de baile. Estas estuvieron influidas por los reclamos individuales para crear y presentar sus propias obras coreográficas. coreógrafos y bailarines eran a menudo una persona y la misma persona.
La terminología es diversa y el concepto de «danza expresionista» surgió a mediados del siglo XX, y se introdujo en el concepto más amplio de la danza moderna hacia finales del siglo XX, llegó a unirse y fundirse con el ballet tradicional.
Otros nombres, que han dejado de usarse son Moderner Tanz, Absoluter Tanz, Freier Tanz, Tanzkunst and Bewegungskunst. La danza expresionista alemana está relacionada con la danza teatro.

## Historia
La danza expresionista estuvo marcada por el paso del modernismo, el vitalismo, el expresionismo, el vanguardismo y la protesta general contra el estancamiento artístico y la vieja sociedad. El ballet fue percibido como un entretenimiento superficial. La nueva danza sería arte, tanto creación individual como artística, y fue descrita como el arte del movimiento.
Sería más expresiva y mostraría más el espíritu y la emoción y menos virtuosismo. El baile sería improvisado, desinhibido y provocativo. Los futuros movimientos espirituales y de reforma corporal se expresaron en una nueva danza «desnuda», «natural». Las mujeres tomaron el centro del escenario. Una de las principales protagonistas fue Isadora Duncan, quien, alrededor de 1900, había estudiado la técnica y el vestuario de la danza clásica. También se quitó los zapatos de baile: «no toques el piano con los guantes puestos». Ella quería unir el cuerpo, la mente y el espíritu en su arte, y buscó inspiración con Olga Desmond en el antiguo arte griego y el arte del antiguo Egipto , durante la época del orientalismo.
Los movimientos revolucionarios en Alemania y los Estados Unidos fueron los más obvios, dos países que no tenían una tradición de ballet antiguo. Las primeras bailarinas en Europa fueron, por ejemplo, Clotilde von Derp, Hertha Feist, Hilde Holger, Loie Fuller, Yo Mihaly y especialmente Mary Wigman.

## Escuelas
Las escuelas de danza expresionista tenían filosofías especiales y ponían el énfasis para el baile sobre todo en la naturalidad, la respiración o la tensión/ relajación. A menudo se asociaba con el contacto con el suelo, el «peso» de los movimientos de baile y los experimentos con la música. Cuerpo y físico fueron muy enfatizados. Rudolf von Laban fue una figura teórica prominente que se basó en ideas metafísicas. Fue durante un tiempo en Monte Verità en la comuna de Ascona en Suiza, que también se convirtió en un centro para el nuevo baile. Uno de sus alumnos fue Kurt Jooss.
Mary Wigman fue una creadora de tendencias importante como bailarina, coreógrafa y maestra. En su escuela de Dresde, abierta en 1920, enseñó a las aspirantes a bailarinas más importantes de Europa, Gret Palucca, Harald Kreutzberg, Jeanna Falk, Dore Hoyer e Yvonne Georgi. Hanya Holm llevó sus teorías a los Estados Unidos, mientras que Birgit Åkesson siguió su propio camino con su investigación sobre el baile.
La Escuela Denishawn en Estados Unidos fue fundada por Ruth Saint Denis y Ted Shawn, con estudiantes como Martha Graham y Doris Humphrey. Su danza independiente y pionera llegó a formar la espina dorsal de la danza moderna, las numerosas ramas de la cual se extendieron durante años. Con las formas, mediación del ritmo y el movimiento del estilo de la danza expresionista, en el año 2014 fue añadida a la lista alemana de patrimonio cultural inmaterial en el sentido de la convención para la salvaguardia del patrimonio cultural inmaterial de la UNESCO.
El butō es una forma de teatro de danza japonés inspirado en el expresionismo, que abarca una amplia gama de actividades, técnicas y motivaciones para la danza, el cansancio, el rendimiento o el movimiento. Después de la Segunda Guerra Mundial, el butoh surgió en 1959 a través de colaboraciones entre sus dos fundadores clave Kazuo Ōno y Tatsumi Hijikata.